# Si ta
Si ta (danh pháp khoa học: Mallotus poilanei) là một loài thực vật có hoa trong họ Đại kích. Loài này được Gagnep. mô tả khoa học đầu tiên năm 1925.